# Épopée de Silâmaka et Poullôri
L’épopée de Silâmaka et Poullôri (ou Silammaka et Puluru) est un récit épique africain diffusé par des traditions orales, principalement en langues peul et bambara, et toujours accompagné de thèmes musicaux. Il relate les aventures de deux héros, Silâmaka et Poullôri, qui se lient d'amitié. 
L'épopée se fonde probablement en partie sur des événements ou au moins des personnages historiques réels survenus à la fin du XVIIIe siècle ou au début du XIXe siècle dans les chefferies peul du Macina, alors soumises au royaume bambara de Ségou.

## Résumé

### Trame narrative de l'épopée
La version du griot malien Marabal Samburu, transcrite par Lilyan Kesteloot en 1968, narre les principaux événements suivants.
Hammadi, un chef peul, est vassal du roi du royaume bambara de Ségou, Da Monzon Diarra. Le fils d'Hammadi est Silâmaka, qui a pour meilleur ami Poullôri, lui-même fils de Baba, l'esclave domestique d'Hammadi. À peine âgé de quarante jours, Silâmaka fait déjà preuve d'une endurance et d'une bravoure exceptionnelles. 
Silâmaka et Poullôri grandissent. Devenu adulte, Silâmaka est mis par une femme au défi de prouver sa témérité aux dépens de Da Monzon lui-même. Silâmaka va consulter un géomancien sur un moyen de devenir invulnérable. Il apprend que, pour cela, il doit capturer vivant le serpent sacré qui rôde dans les bois galamani, afin de le marquer de signes, de l'entourer de cuir et de s'en faire une ceinture. Silâmaka se rend dans la forêt monté sur son cheval blanc, Soperekagne, et, avec l'aide de Poullôri, il réussit là où de nombreux guerriers vaillants ont échoué : il capture le serpent et fabrique la ceinture. Sa renommée se répand dans les villages peuls.
L'épisode suivant met aux prises Silâmaka et Hambodédio, un général allié de Da Monzon. Hambodédio insulte l'ami de Silâmaka et celui-ci le provoque en combat singulier. Silâmaka est vainqueur ; Hambodédio lui demande pardon et le héros lui accorde la vie sauve.
L'année suivante, lorsque Da Monzon et ses hommes viennent lever tribut dans les villages peuls, Silâmaka dissimule l'or des villageois et insulte publiquement Da Monzon. Celui-ci envoie ses guerriers contre lui, mais ils se font tous repousser. Un chef de guerre de Da Monzon, Fularadio (transcription anglaise), se lance contre Silâmaka et ce dernier doit d'abord battre en retraite jusqu'à son village natal. Mais Silâmaka repart à l'assaut et, lors d'une nouvelle bataille qui l'oppose à Fularadio et à ses cinq cents cavaliers, il tue Fularadio. Da Monzon envoie d'autres troupes, qui se font massacrer en vain. Silâmaka commence à douter du bien-fondé de ses actes et des morts dont il est la cause. Il consulte un devin, qui lui prédit qu'il mourra bientôt avec éclat.
De son côté, Da Monzon et ses alliés mettent au point une puissante magie capable de terrasser Silâmaka. Sentant sa fin approcher, Silâmaka dépêche Poullôri auprès d'Hambodédio pour lui annoncer qu'après sa mort, ce sera à lui de régner. C'est ensuite la bataille entre Silâmaka et les troupes de Da Monzon. Finalement, un jeune guerrier albinos non circoncis parvient à blesser Silâmaka à l'aide d'une flèche trempée dans les os broyés d'un bœuf noir. Silâmaka meurt de sa blessure. Son corps est rapporté dans son village natal au moment où Poullôri revient après avoir transmis le message à Hambodédio. Poullôri pleure son ami défunt.
Da Monzon attaque alors le village à l'aide de nouvelles troupes. Armé de la lance enchantée de son ami, Poullôri s'enfuit à cheval en compagnie de ses fils et de ceux de Silâmaka. Il divise ses poursuivants en deux groupes, l'un qui le poursuit, l'autre qu'il prend en chasse à son tour. Lorsque la nuit tombe, tous disparaissent, pour ne jamais réapparaître : selon la légende, ils sont tous montés au paradis.
Après la disparition de Silâmaka et Poullôri, Hambodédio prend la tête de la région. Il obtient de Da Monzon que la région de Macina, ancien domaine de Silâmaka, ne soit pas réduite en captivité.

### Versant musical de l'épopée
Dans la culture des Peuls, la musique joue un rôle primordial dans l'épopée. Le mâbo (griot) joue pour chaque personnage un air appelé le noddol (littéralement « l'appel ») sur son hoddu (instrument ressemblant à un luth). Le noddol est en quelque sorte le thème ou la signature musicale d'un personnage épique, de sorte que les auditeurs ayant déjà entendu les thèmes peuvent reconnaître de quel personnage il va être question à partir de la musique avant même que le mâbo ne l'ait mentionné. Chaque épopée possède elle-même son noddol propre que le mâbo joue au début de la séance pour annoncer le récit. Dans l'épopée de Silâmaka et Poullôri, il n'y a pratiquement aucun passage qui soit simplement parlé, sans être accompagné par son versant musical.

## Éditions et traductions
Les premières traductions françaises, partielles, de l'épopée, sont publiées par Gilbert Vieillard. Vieillard écoute en 1927 quelques épisodes de l'épopée relatés par Gouro Ahmadou, un griot de Wouro-Guéladio au Niger, et il en entend une deuxième version en 1928 relatée par Samba Gaoulo Foûtanké. En 1931, il publie une adaptation de la version de Gouro Ahmadou,. En 1968, Amadou Hampaté Bâ recueille un long extrait de l'épopée auprès du griot Mâbal Sambourou dans la région de Macina au Mali et Lilyan Kesteloot en publie la traduction dans la revue L'Homme la même année. En 1972, Christiane Seydou publie la traduction de deux épisodes de l'épopée : la révolte de Silâmaka contre Amirou, chef de Sâ, et le vol des bœufs de Amirou Goundaka (aussi appelé Hambodêdio). Cette version publiée par Seydou lui a été relatée par le griot Boubâcar Tinguidji (parfois orthographié Tinguedji). Le livre est accompagné d'enregistrements montrant la parole et la musique de l'épopée et stockés sur trois disques souples à microsillons 45 tours encartés dans l'ouvrage. Ces extraits sont numérisés dans les années 2010 par le Centre de recherche en ethnomusicologie et rendus disponibles sur son archive en ligne. En 1977, Yero Dooro Jallo publie une version de l'épopée en peul, Silaamaka e Pullooru.

## Analyse
L'épopée de Silâmaka et Poullôri contient de nombreux épisodes merveilleux ou hyperboliques, mais fait largement référence à un contexte historique réel : la lutte des chefs peuls pour secouer le joug du royaume bambara à la fin du XVIIe et au début du XVIIIe siècle. À cette époque, chaque ardo (chef traditionnel peul) doit allégeance au roi bambara de Ségou et lui verse chaque année le dissongo, le « prix du miel », un impôt pouvant atteindre plusieurs kilos d'or qui servait à financer la préparation de l'hydromel, boisson très prisée des chefs et des notables bambaras. Impopulaire, cet impôt suscite plusieurs révoltes sous le règne de Ngolo Diara dans la seconde moitié du XVIIIe siècle. 
Maurice Delafosse indique dans sa généalogie recueillie auprès des griots du clan Diallo, que Silâmaka dont le nom signifie "le sabre", serait le fils d'Aissa et d'Hamadi Dikko dit Gourori, Ardo du clan Diallo qui règne de 1801 à 1810 sur le Macina et qui fut destitué en 1810 par Sékou Hamadou du Clan Bari. Né entre la fin du XVIIIe siècle et le début du XIXe siècle, Silâmaka n'a pas pu être identifié à un personnage historique, mais il apparaît comme le symbole de la fierté et de l'honneur des Peuls face aux effets conjoints de la domination Bambara de l'époque, et à la guerre fratricide lancée contre les Peuls animistes du Macina par Sékou Hamadou. Le couple guerrier formé par Silâmaka et Poullôri, uni par des liens d'amitié virile et d'honneur, rappelle les paires de héros d'épopées européennes comme Roland et Olivier dans la chanson de Roland.

### Enregistrements, transcriptions, traductions
- Amadou Hampaté Bâ et Lilyan Kesteloot, « Les épopées de l'Ouest africain », dans la revue Abbia, n°14-15, 1966, p. 165-205.
- Jacques Chevrier, L'Arbre à palabres. Essai sur les contes et récits traditionnels d'Afrique noire, Paris, Hatier, coll. « Monde noir », 2005 (1e édition : 1986).
- (fr) Vincent Hecquet, « Littératures orales africaines », Cahiers d'études africaines [En ligne], no 195, 2009, mis en ligne le 22 septembre 2009, consulté le 23 janvier 2016. [lire en ligne]
- Lilyan Kesteloot, « Une épopée peule : Silamaka », dans la revue L'Homme, n°8, 1968, p. 5-36. (Transcrit et traduit la version du griot peul Marabal Samburu recueillie dans la région de Macina au Mali.)
- Christiane Seydou (éd.), Silâmaka et Poullôri. Récit épique peul raconté par Tinguedji, Paris, Armand Colin, coll. Classiques africains no 13, 1972. Livre accompagné d'une carte et de trois disques vinyle 45 tours. Introduction en ligne sur Webpulaaku.
- (en peul) Yero Dooro Jallo, Silaamaka e Pullooru, Dakar, 1977.
- Gilbert Vieillard, « Récits peuls du Macina et du Kounari », Bulletin du Comité d'études historiques et scientifiques de l'Afrique Occidentale Française, n°XIV, 1931, p. 146 et suivantes.

### Études savantes
- (en) Daniel P. Biebuyck, « The African Heroic Epic », dans Felix J. Oinas (ed.), Heroic Epic and Saga. An Introduction to the World's Great Folk Epics, Bloomington—Londres, Indiana University Press, 1978, p. 336-367.
- Jean-Pierre Martin, « Remarques sur les couples d'amis dans l'épopée », Éthiopiques, no 84, premier semestre 2010, en ligne. [lire en ligne]